# 木下真理子 (書家)
木下 真理子（きのした まりこ、3月1日 - ）は、日本の書家。翠風会主宰。雅号は秀翠（しゅうすい）。古来受け継がれている伝統文化としての書を正統的に継承しつつ、現代における書の在り方を探求している。茨城県出身。

## 経歴
6歳より祖父の影響で筆を持ち、より専門的な知識と高度な技術を習得するために、書道の研究では第一線として知られる大東文化大学に進学。そこで戦後の日本書道界を牽引した、 青山杉雨（文化勲章受章、大東文化大学元教授）の継承者である髙木聖雨に師事。大東文化大学文学部日本文学科卒業後は日本を代表する書展で作品を発表し、数々の賞を受賞。『国際女性筆墨展』（参加国：中国、台湾、韓国、日本、シンガポール、フランス、イタリア、ドイツ、アメリカなど）では、日本代表の女流書家として選出された。謙慎書道会理事、郁文社理事も務めている。
書の普及活動にも従事し、日本語の美しさを文字の側面から再認識させる『日本の美しい文字プロジェクト～』を国内外において展開中。
2008年、メジャーリーグベースボール 開幕戦オープニングセレモニーで、5万人の観客の前で公開揮毫を行った。
2010年、日本初の3国立博物館巡回で開催される特別展、『誕生！中国文明』展における公設応援団を務めた。
2010年、両国国技館において、世界初のタブレットを使った公開揮毫を披露。
2012年、宮内庁・奈良国立博物館開催『第64回 正倉院展』のテーマ題字を、同展では初の書家として担当。
2013年、世界的なファッション雑誌『L'UOMO VOGUE』で、“世界のエクセレントな人物”の一人として取り上げられた。
2015年、モンゴル国立博物館において、蒙日の書家によるモンゴル国初となる“元朝秘史”の共同揮毫を行い、その作品は同館に掲出された。
2016年、岡倉天心の縁の地である茨城県北で行われた『KENPOKU ART 2016 茨城県北芸術祭』、2019年、YUNIKA VISIONをはじめ新宿の4大ビジョン、2020年、文化庁主催の羽田空港国際線ターミナルで行われたコンセプトエキシビジョン『ETERNAL ～千秒の清寂』では、書によるインスタレーション作品も発表。さらに2021年、海外でも名高い日本を代表する服飾ブランド「Y’s」(Yohji Yamamoto Inc.)とのコレクション・ラインを展開するなど、現代的な書のプレゼンテーションも積極的に行っている。

## 公開揮毫
- 2020年1月　日本書紀完成1300年 記念イヤー オープニングイベント（奈良県主催）。奈良春日野国際フォーラム甍 能楽ホール
- 2017年9月　熊野 筆の里工房。日本画家の中野嘉之氏とのコラボレーション揮毫
- 2015年7月、ミラノ万国博覧会。日本館
- 2013年11月、京都府府庁（旧館・重要文化財）。『京都ヒストリカ国際映画祭』プレス向けイベントで公開揮毫及び記者会見
- 2013年11月、モンゴル国立博物館。モンゴル書道の大家であるガンバートル氏と、蒙日の書家による“元朝秘史”の共同揮毫
- 2013年5月、ユネスコ 世界遺産 NOTO。イタリア ノート市の要請
- 2012年1月、韓日中の合作映画 『マイウェイ 12,000キロの真実』ジャパンプレミア。主演のオダギリジョー、チャン・ドンゴン、監督のカン・ジェギュらと、『龍』『絆』の文字の揮毫を行った
- 2011年10月、ロシア国立図書館。独立行政法人国際交流基金の要請
- 2010年12月、東京・国技館。イベント『The Art of Progress』において、世界初となるアップル社公式のiPadを使った公開揮毫
- 2010年7月、東京国立博物館。特別展『誕生！中国文明』の開会式で、二胡奏者チェン・ミンと共演
- 2010年3月、タイ王国 シリントーン王女御前揮毫。その模様は国営TV局によりタイ全土に生中継で放送された
- 2009年10月、ドイツ フランクフルト大学における特別講座
- 2009年7月、スイス 名門ブランド『ビクトリノックス』。揮毫作品は本社工場へ寄贈
- 2009年5月、韓国のCOEX。『ソウル国際ブックフェア［日本年］』
- 2008年7月、東京ミッドタウン。七夕キャンペーン
- 2008年3月、東京ドーム。メジャーリーグ開幕戦のオープニングセレモニー

## 題字
2022年
- 薬師寺ひかり響夜-inori-（meme nippon project）

2021年
- TBS×Netflix 全世界配信『未来日記』

2020年
- LVMHなどの出資による日本酒プロジェクト『IWA』

2019年
- 日本書紀完成・藤原不比等没後1300年記念イヤー

2016～2017年
- NHK総合『NHKスペシャル・シリーズ 巨龍中国』

2016年
- 国際芸術祭『KENPOKU ART 2016』キーヴィジュアル
- 日経BP社 雑誌『日経ビジネス』表紙

2015～2016年
- NHK BS『にっぽんプレミアム』年間キャンペーン

2015年
- NHK総合 木曜時代劇『まんまこと～麻之助裁定帳～』
- 慶應大学経済学部『pearl』キャンペーン
  - カンヌ・ライオンズ2015 SILVER 受賞
- FENDI 日本上陸50周年記念キャンペーン
- 日経BP社 書籍『遺言』表紙
- 日経BP社 雑誌『日経ビジネス』表紙

2014年
- 角川書店『天地雷動』表紙
- 読売巨人軍 球団創設80周年記念スローガン

2013年
- 東映正月映画『利休にたずねよ』タイトル及び劇中字
  - 第37回モントリオール世界映画祭　最優秀芸術貢献賞 受賞
- 映画『SHORT PEACE PROJECT』の「九十九」タイトル及び劇中字
  - 第86回米アカデミー賞　短編 アニメ部門ノミネート
- NHK総合 ドラマ10『激流～私を覚えていますか？～』タイトル
- LEXUS広告

2012年
- 宮内庁・奈良国立博物館主催『正倉院展』
- LUMINE新宿 リニューアル・キャンペーン
- 淡路島 古事記編纂1300年記念キャンペーン

2011年
- 島津製作所 創立135年記念広告
- 日本初の国立三大博物館巡回展『誕生！中国文明』

## 作品所蔵
- 古事記・日本書紀の神代巻に創祀の記載がある最古の神社、伊弉諾神宮
- 登録文化財 篆刻美術館

## 連載
- 『表千家流  茶道雑誌』(河原書店)「くらしをうつして」
- 『日経リュクス』(日経BP)「洗心パワースポット」
- 『墨』(芸術新聞社)「風につたへし」
- 『日経ビジネス オンライン』(日経BP)「和道～日本文化 心のしきたり 美のこだわり」
- 『日経おとなのOFF』(日経BP)「おとなの書道塾」
- 『みんなの漢字』(朝日新聞出版)「和様ペン字」
- 『読売新聞全国版』(読売新聞社)「言葉のアルバム」

## CM
- Panasonic最先端4K TV『VIERA』に出演
- SONY デジタル一眼レフカメラ『NEX-F3』に出演
- Nissan USA〖INFINITI〗に出演